# شوارتسنو، اتریش
شوارتسنو (به آلمانی: Schwarzenau) یک منطقهٔ مسکونی در اتریش است که در ناحیه تسوتل واقع شده‌است. شوارتسنو ۲۸٫۱۲ کیلومتر مربع مساحت دارد ۴۹۸ متر بالاتر از سطح دریا واقع شده‌است.